# 塞爾蒙特-西塞爾蒙特 (阿拉巴馬州)
塞爾蒙特-西塞爾蒙特（英語：Selmont-West Selmont）是一個位於美國阿拉巴馬州達拉斯縣的非建制地區和人口普查指定地區。根據2010年美國人口普查，該地人口為2671人。

## 地理
塞爾蒙特-西塞爾蒙特的座標為32°22′43″N 87°00′24″W / 32.378494°N 87.006659°W，而該地最高點為海拔高度36米（即117英尺）。